# .by
.by este un domeniu de internet de nivel superior, pentru Belarus (ccTLD).